# Jezioro drumlinowe

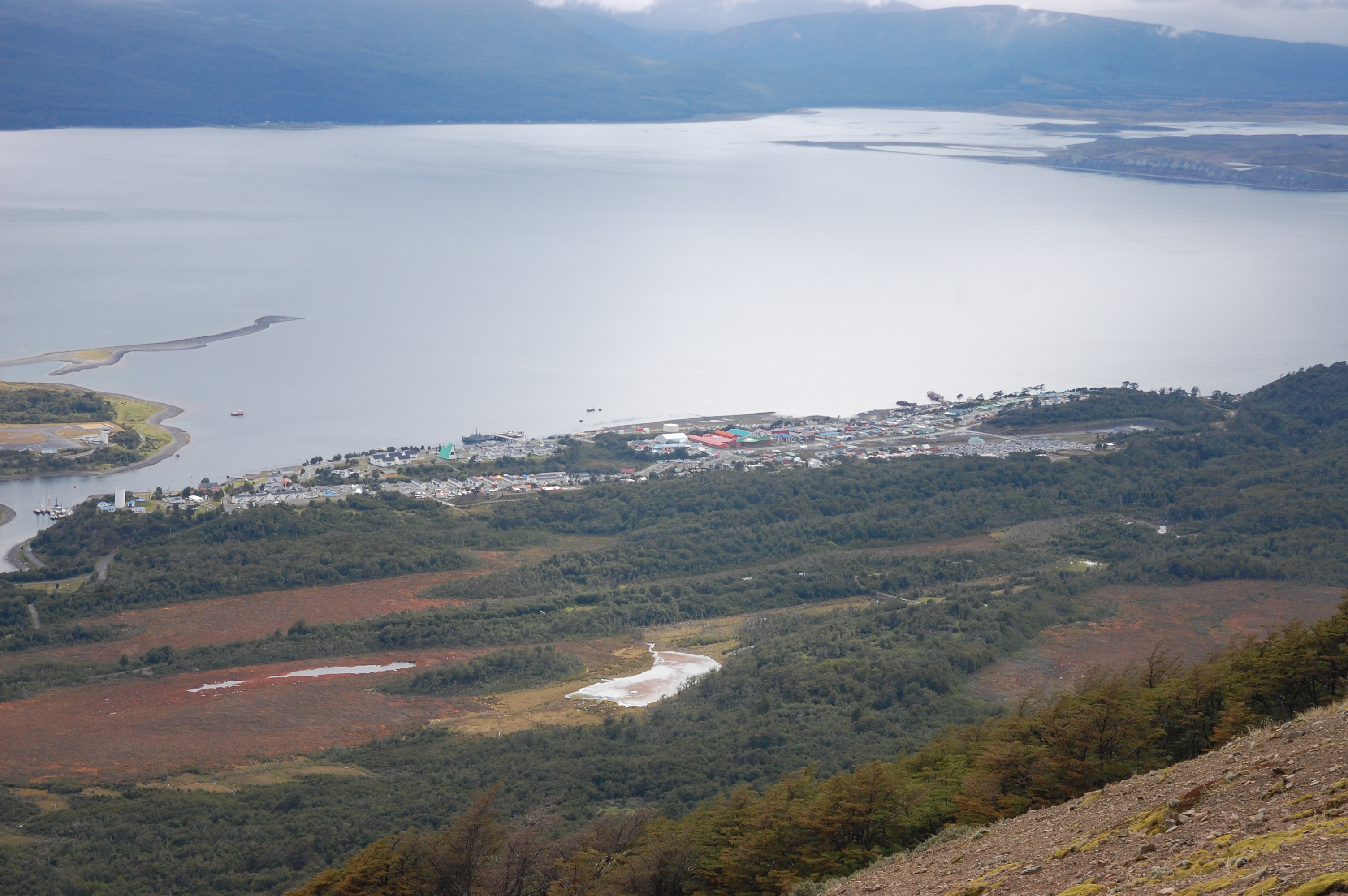
Jeziora drumlinowe w Chile widoczne w dolnej części zdjęcia

Jezioro drumlinowe – typ jeziora wyróżniany na podstawie genetycznej, podtyp jeziora lodowcowego. Powstaje w wyniku wypełnienia wodą zagłębień towarzyszących drumlinom, w trakcie lub po cofaniu się lodowca. Zazwyczaj jest niewielkie i stosunkowo płytkie, może być wypełnione torfem. Przykładami mogą być chronione drumliny i jeziora na Pojezierzu Dobrzyńskim koło Zbójna czy pola drumlinowe koło Stargardu. W bliźniaczy niemalże sposób powstają jeziora przyozowe.